# Nicarc (poeta)
Nicarc (en llatí Nicarchus, en grec Νίκαρχος) va ser un poeta epigramàtic grec que sense proves suficients s'ha suposat que era nadiu de Samos; per l'ús d'un mot llatí en un dels seus epigrames se suposa que vivia a Roma.
Probablement vivia al començament del segle ii, segons es dedueix de l'estil dels seus escrits. En un dels seus epigrames satiritzava al metge egipci Zopir que era contemporani de Plutarc. Trenta-vuit epigrames seus apareixen a l'Antologia grega, set dels quals no obstant són dubtosos. Se n'hi atribueix un que segurament el va escriure Lol·li Bas. Els seus epigrames sobretot són epigrames satírics i de vegades extravagants, amb algunes obscenitats i altre efectes poc adients, i en general d'un mèrit considerat limitat.